# Depot II von Chotusice
Das Depot II von Chotusice (auch Hortfund II von Chotusice) ist ein Depotfund der frühbronzezeitlichen Aunjetitzer Kultur aus Chotusice im Středočeský kraj, Tschechien. Es datiert in die Zeit zwischen 1800 und 1600 v. Chr. Das Depot befindet sich heute im Museum von Čáslav.

## Fundgeschichte
Das genaue Funddatum des Depots ist unbekannt. Es wurde 1940 erstmals in den Museumsakten erwähnt. Demnach wurde es östlich von Chotusice hinter der Sankt-Georgs-Kapelle an der Straße nach Žehušice entdeckt. Es lag in einer Sandgrube in 0,45 m Tiefe. Die Fundstelle liegt am Hang einer Terrasse, die sich an dem kleinen Fluss Brslenka hinzieht.
Bereits 1884 war in Chotusice ein erstes Depot gefunden worden, das aber aus der späten Bronzezeit stammt. In nur 1,5 km Entfernung wurde 1888 das ebenfalls spätbronzezeitliche Depot von Žehušice entdeckt. Beide Fundstellen liegen ebenfalls an Terrassen entlang der Brslenka.

## Zusammensetzung
Das Depot besteht aus drei Bronzeobjekten: einem massiven Ovalring, einem Randleistenbeil und einem Meißel. Der Ovalring hat einen kreisförmigen Querschnitt. Er hat außen eine Länge von 96 mm und eine Breite von 70 mm bzw. innen eine Länge von 71 mm und eine Breite von 60 mm. Das Randleistenbeil hat einen runden Nacken. Auf der halbkreisförmigen Schneide sind Ansätze eine Facettierung erkennbar. Von dem Meißel ist nur ein Bruchstück erhalten. Es weist Absätze an den Seiten und einen alten Bruch an der Schneide auf.